# Franzosenbach (Roter Bach)
Der Franzosenbach ist ein orografisch rechtes Nebengewässer des Roten Baches in Nordrhein-Westfalen, Deutschland. Er hat eine Länge von 1,9 km.

## Flussverlauf
Der Franzosenbach entspringt auf Höhe der Beierberge auf dem Gebiet der Stadt Bad Lippspringe innerhalb des Truppenübungsplatzes Senne und fließt der Abflachung der dem Teutoburger Wald vorgelagerten Sennelandschaft folgend in südwestliche Richtung ab. 
Nach dem Übertritt in das Gemeindegebiet von Hövelhof unterquert der Franzosenbach die Wechmarbrücke und mündet auf Höhe der Zitzewitzbrücke rechtsseitig in den Roten Bach. Das Gewässer befindet sich während seines gesamten Verlaufs ausschließlich auf dem Gebiet des Truppenübungsplatzes.
Der Franzosenbach überwindet während seiner Fließstrecke einen Höhenunterschied von 12 Metern, somit ergibt sich ein mittleres Sohlgefälle von 6,3 ‰.

## Gewässergüte
Laut des im Jahr 2004 veröffentlichten Ergebnisberichtes zur Bestandsaufnahme hinsichtlich der Umsetzung der Wasserrahmenrichtlinie befindet sich der Lauf des Franzosenbaches durchgängig im Bereich der Gewässergüteklasse II, was einer mäßigen Belastung entspricht.